# Colobothea colombiana
Colobothea colombiana là một loài bọ cánh cứng trong họ Cerambycidae.